# انگین بایتار
انگین بایتار (انگلیسی: Engin Baytar؛ زادهٔ ۱۱ ژوئیهٔ ۱۹۸۳) بازیکن فوتبال اهل ترکیه است.
از باشگاه‌هایی که در آن بازی کرده‌است می‌توان به باشگاه فوتبال ترابزون‌اسپور، باشگاه فوتبال بویوک‌شهر بلدیه ارزروم‌اسپور، باشگاه فوتبال گالاتاسرای، باشگاه فوتبال چای‌کار ریزه‌اسپور، باشگاه فوتبال آرمینیا بیله‌فلد، باشگاه ورزشی گنچلربیرلیغی، و باشگاه فوتبال اسکی‌شهراسپور اشاره کرد.
وی همچنین در تیم ملی فوتبال ترکیه بازی کرده‌است.